# 巴尼奥洛德尔萨伦托
巴尼奥洛德尔萨伦托（義大利語：Bagnolo del Salento），是意大利莱切省的一个市镇。总面积6平方公里，人口1879人，人口密度313.2人/平方公里（2009年）。ISTAT代码为075008。